# Almindelig hør
Almindelig hør (Linum usitatissimum) er en 30-50 centimeter høj kulturplante, der i Danmark vokser forvildet på uopdyrket jord. Planten er rig på lange fibre, og frøenes lag af slimstof gør dem egnede som et mildt afføringsmiddel. Linolie er en naturlig planteolie, som findes i plantens olieholdige frø.

## Beskrivelse
Almindelig hør er en spinkel, opret énårig plante. Stænglerne er tynde og elastiske. Bladene er spredte, helrandede og elliptiske. Over- og undersiderne er ensartet grågrønne. Blomsterne er klart blå og regelmæssige og bæres i små stande for enden af stænglen. Frugterne er kapsler med fem blanke frø. Frøene spirer villigt på egnede voksesteder.
Rodnettet er fint forgrenet og dybtgående. Planten laver jordtræthed allerede efter ét år.
Højde × bredde og årlig tilvækst: 60 cm × 5 cm (60 cm × 5 cm pr. år).[kilde mangler]

## Hjemsted
Hør blev dyrket i den Frugtbare halvmåne for mere end 10.000 år siden og er dermed en af vore ældste kulturplanter. Også de gamle egyptere kendte og dyrkede planten.
Almindelig hør stammer oprindelig fra toårig hør (Linum bienne), som voksede i det nuværende Kurdistans bjergskove. Her var forskellige arter af eg dominerende, og i skovbunden voksede forfædrene til hvede, byg, ært, linse og kikært.
I Danmark findes hør forvildet hist og her på uopdyrket jord og på affaldspladser.

## Snylteplanten hørsilke
Ved dyrkning af hør i stor stil får man visse steder uden for Danmark ofte problemer med snylteplanten hørsilke (Cuscuta epilinum), der udsuger og skygger store arealer med hør.

## Anvendelse
Hør bruges blandt andet som:
- Kosttilskud, på grund af frøenes relativt høje indhold af alfalinolensyre, ALA, der i kroppen omdannes til docosahexaensyre, DHA, en vigtig fedtsyre i fosfolipiderner i sædceller, hjerne og øjets nethinde. ALA reducerer også mængden af triglycerider i blodet og mindsker dermed risikoen for hjerte-kar-sygdomme.
- Olieplante, til fremstilling af hørfrøolie og linolie.
- Fiberplante, til fremstilling af hørlærred.
- Afføringsmiddel, ved udnyttelse af frøenes slimkappe, da frøene svulmer op i vand og derved stimulerer tarmen til øget bevægelse; de kan dog også irritere fordøjelsessystemet.
- Omslag ved betændelse og bylder – i gamle dages folkemedicin.

Hørfrø anses for at være meget sunde, men er samtidigt potentielt giftige i store mængder. Frøet kan bruges i brøddej eller drysses på brøddejen inden bagning. Desuden fremstilles hørfrømel.
Hør dyrkes til fremstilling af tekstiler (linned). Før i tiden havde tekstiler af hør fremstillet i de baltiske lande, Rusland og Irland ry for at være af særlig god kvalitet.
De lange fibre i hørplantens stængler gjorde det i 1800-tallet og begyndelsen af 1900-tallet til et foretrukkent materiale til fiskeliner.

## Frøenes kendetegn
Hørfrøene sidder på blomsterstænglen i en femrummet kapsel med to blanke brune frø i hvert rum. De ovale frø er glatte, blanke og brune og omkring en halv centimeter lange. De indeholder op til 40 % fed olie. Denne olie kaldes enten hørfrøolie eller linolie, alt efter hvordan den produceres; hørfrøolie er til spisebrug, mens linolie er til teknisk brug.  Eksempelvis bruges linolie ved fremstilling af linoleum, bakelit og linoliemaling. Linolie er også udbredt som træbeskyttelse.
Hørfrøolie og linolie udvindes ved presning eller ekstraktion af hørfrø. Restproduktet, hørfrøkager, bruges til foder.
Hørfrø indeholder 27,9 gram fibre pr. 100 gram.

## Billeder
- Hørmark i Frankrig.
- Frøstande.
- Hør som dækafgrøde.

## Eksterne links
- Arne og Anna-Lena Anderberg: Den virtuella floran, Naturhistoriska riksmuseet (svensk)
- Naturbasen - Billeder og udbredelse i Danmark af Almindelig hør
- Mørk chokolade med hørfrø og chili øger forbrændingen